# Xyzzy
Xyzzy är en minnesregel som används för att komma ihåg i vilken ordning man räknar vid beräkning av en vektorprodukt.
Minnesregeln används när man vill veta komponenterna i vektorn a där a = b × c:
{\displaystyle {\begin{pmatrix}a_{x}\\a_{y}\\a_{z}\end{pmatrix}}={\begin{pmatrix}b_{x}\\b_{y}\\b_{z}\end{pmatrix}}\times {\begin{pmatrix}c_{x}\\c_{y}\\c_{z}\end{pmatrix}}}
Regeln ger ordningen på indexen vid beräkningen av första komponenten, ax (och de båda övriga fås av de båda cykliska permutationerna av indexen - det vill säga x→y, y→z och z→x respektive x→z, y→x och z→y):
{\displaystyle {\begin{aligned}a_{\color {Red}x}=b_{\color {Red}y}c_{\color {Red}z}-b_{\color {Red}z}c_{\color {Red}y}\\a_{y}=b_{z}c_{x}-b_{x}c_{z}\\a_{z}=b_{x}c_{y}-b_{y}c_{x}\end{aligned}}}

## Inom datorspel
Minnesregeln har även förekommit i datorspel, till exempel Zork och Colossal Cave Adventure, och som fuskkod i MS Röj.